# Euphorbia ballyi
Euphorbia ballyi ist eine Pflanzenart aus der Gattung Wolfsmilch (Euphorbia) in der Familie der Wolfsmilchgewächse (Euphorbiaceae). Benannt wurde die Art nach Peter René Oscar Bally.

## Beschreibung
Die sukkulente Euphorbia ballyi wächst als sehr dicht verzweigter Strauch bis in 1,5 Meter Höhe. Die vier- bis sechskantigen Triebe sind tief geflügelt und werden bis 7 Zentimeter breit. Durch Einschnürungen sind sie in bis zu 4 Zentimeter lange Abschnitte gegliedert und an den Kanten stehen im Abstand von bis zu 1,5 Zentimeter zueinander buchtige Zähne. Die Dornschildchen sind zu einem 3 bis 5 Millimeter breiten Hornrand vereinigt. Es werden kräftige, bis zu 2,5 Zentimeter lange Dornen ausgebildet. Die Nebenblattdornen sind sehr klein und neben den Blütenständen sind weitere, bis zu 2,5 Millimeter lange Dornen vorhanden.
Der Blütenstand wird aus einzelnen, einfachen Cymen gebildet, die an einem bis 7 Millimeter langen Stiel stehen. Die Cyathien werden 10 Millimeter groß. Die elliptischen Nektardrüsen sind gelb gefärbt und grenzen aneinander. Der Fruchtknoten ist von einer mit Zähnen besetzten Blütenhülle umgeben, die aus drei Lappen besteht. Die stumpf gelappte und nahezu sitzende Frucht wird etwa 7 Millimeter lang und 11 Millimeter breit. Sie ist mehr oder weniger purpurn gefärbt. Der eiförmige Samen wird etwa 3 Millimeter groß und ist glatt.

## Verbreitung und Systematik
Euphorbia ballyi ist im Nordosten von Somalia auf felsigen Kalksteinhängen mit wenig Strauchwerk in Höhenlagen von 1340 bis 2000 Meter verbreitet.
Die Erstbeschreibung der Art erfolgte 1963 durch Susan Carter Holmes.